# Liste der Bodendenkmäler in Waischenfeld
Auf dieser Seite sind die Bodendenkmäler in der oberfränkischen Stadt Waischenfeld zusammengestellt. Diese Tabelle ist eine Teilliste der Liste der Bodendenkmäler in Bayern. Grundlage ist die Bayerische Denkmalliste, die auf Basis des Bayerischen Denkmalschutzgesetzes vom 1. Oktober 1973 erstmals erstellt wurde und seither durch das Bayerische Landesamt für Denkmalpflege geführt wird. Die folgenden Angaben ersetzen nicht die rechtsverbindliche Auskunft der Denkmalschutzbehörde.

## Bodendenkmäler in Waischenfeld

### Bodendenkmäler in der Gemarkung Breitenlesau
| Lage                    | Objekt                                     | Akten-Nr.     | Bild |
| ----------------------- | ------------------------------------------ | ------------- | ---- |
| Breitenlesau (Standort) | Grabhügel vorgeschichtlicher Zeitstellung. | D-4-6133-0189 |      |

### Bodendenkmäler in der Gemarkung Eichenbirkig
| Lage                    | Objekt | Akten-Nr.     | Bild |
| ----------------------- | --- | ------------- | ---- |
| Eichenbirkig (Standort) | Grabhügel vorgeschichtlicher Zeitstellung, daraus Funde der Hallstatt- und der frühen Latènezeit.                                                         | D-4-6133-0084 |      |
| Eichenbirkig (Standort) | Kultplatz der Hallstattzeit und frühen Latènezeit im Bereich einer Felsspalte.                                                                            | D-4-6133-0088 |      |
| Eichenbirkig (Standort) | Höhle mit Funden des Neolithikums, der Hallstatt- und der frühen Latènezeit sowie der römischen Kaiserzeit.                                               | D-4-6133-0089 |      |
| Eichenbirkig (Standort) | Befunde des Mittelalters und der frühen Neuzeit im Bereich von Burg Rabeneck und Höhensiedlung vorgeschichtlicher Zeitstellung. Siehe auch: Burg Rabeneck | D-4-6133-0290 |      |
| Eichenbirkig (Standort) | Archäologische Befunde im Bereich der spätmittelalterlichen Katholischen Burgkapelle St. Bartholomäus.                                                    | D-4-6133-0291 |      |
| Eichenbirkig (Standort) | Grabhügel mit frühlatènezeitlichen Funden. | D-4-6134-0013 |      |
| Eichenbirkig (Standort) | Grabhügel vorgeschichtlicher Zeitstellung. | D-4-6134-0014 |      |
| Eichenbirkig (Standort) | Grabhügel vorgeschichtlicher Zeitstellung. | D-4-6134-0015 |      |
| Eichenbirkig (Standort) | Befestigte Höhensiedlung wohl der frühen Latènezeit. | D-4-6134-0017 |      |

### Bodendenkmäler in der Gemarkung Gösseldorf
| Lage                  | Objekt | Akten-Nr.     | Bild |
| --------------------- | --- | ------------- | ---- |
| Gösseldorf (Standort) | Höhlenkomplex mit Funden des Mittelpaläolithikums, der frühen Latènezeit sowie des Mittelalters und Bestattungen vor- und frühgeschichtlicher Zeitstellung. Siehe auch: Silbergoldsteinhöhle | D-4-6133-0070 |      |
| Gösseldorf (Standort) | Höhle mit Funden vor- und frühgeschichtlicher Zeitstellung. | D-4-6133-0071 |      |
| Gösseldorf (Standort) | Höhle mit Funden vor- und frühgeschichtlicher Zeitstellung. Siehe auch: Franzosenloch (Waischenfeld)                                                                                         | D-4-6133-0072 |      |
| Gösseldorf (Standort) | Grabhügel vorgeschichtlicher Zeitstellung. | D-4-6133-0073 |      |
| Gösseldorf (Standort) | Felsdach mit Funden der frühen Latènezeit. | D-4-6133-0075 |      |
| Gösseldorf (Standort) | Körperbestattungen vorgeschichtlicher Zeitstellung. | D-4-6133-0076 |      |
| Gösseldorf (Standort) | Höhle mit Funden der Schnurkeramik, der frühen Bronzezeit, der Hallstatt- und der Latènezeit sowie des Mittelalters.                                                                         | D-4-6133-0077 |      |
| Gösseldorf (Standort) | Grabhügel vorgeschichtlicher Zeitstellung. | D-4-6133-0079 |      |
| Gösseldorf (Standort) | Mittelalterlicher ebenerdiger Ansitz. | D-4-6133-0210 |      |
| Gösseldorf (Standort) | Grabhügel vorgeschichtlicher Zeitstellung. | D-4-6133-0269 |      |
| Gösseldorf (Standort) | Befunde der frühen Neuzeit im Bereich der Katholischen Kapelle von Gösseldorf. | D-4-6133-0293 |      |

### Bodendenkmäler in der Gemarkung Hannberg
| Lage                | Objekt                                                                               | Akten-Nr.     | Bild |
| ------------------- | ------------------------------------------------------------------------------------ | ------------- | ---- |
| Hannberg (Standort) | Höhle mit Funden vor- und frühgeschichtlicher Zeitstellung. Siehe auch: Försterhöhle | D-4-6134-0038 |      |

### Bodendenkmäler in der Gemarkung Köttweinsdorf
| Lage                     | Objekt                                                                   | Akten-Nr.     | Bild |
| ------------------------ | ------------------------------------------------------------------------ | ------------- | ---- |
| Köttweinsdorf (Standort) | Grabhügel vorgeschichtlicher Zeitstellung.                               | D-4-6133-0090 |      |
| Köttweinsdorf (Standort) | Höhle mit Funden und Körperbestattungen vorgeschichtlicher Zeitstellung. | D-4-6133-0091 |      |
| Köttweinsdorf (Standort) | Höhle mit Funden vermutlich des Mittelneolithikums.                      | D-4-6133-0092 |      |

### Bodendenkmäler in der Gemarkung Langenloh
| Lage                 | Objekt                       | Akten-Nr.     | Bild |
| -------------------- | ---------------------------- | ------------- | ---- |
| Langenloh (Standort) | Grabhügel der Hallstattzeit. | D-4-6134-0041 |      |

### Bodendenkmäler in der Gemarkung Löhlitzer Wald
| Lage                      | Objekt                      | Akten-Nr.     | Bild |
| ------------------------- | --------------------------- | ------------- | ---- |
| Löhlitzer Wald (Standort) | Burgstall des Mittelalters. | D-4-6134-0029 |      |

### Bodendenkmäler in der Gemarkung Löhlitz
| Lage               | Objekt                                                                                              | Akten-Nr.     | Bild |
| ------------------ | --------------------------------------------------------------------------------------------------- | ------------- | ---- |
| Löhlitz (Standort) | Bestattungsplatz mit Grabhügeln vorgeschichtlicher Zeitstellung mit Bestattungen der Hallstattzeit. | D-4-6134-0027 |      |
| Löhlitz (Standort) | Mittelalterlicher Turmhügel. Siehe auch: Turmhügel Löhlitz                                          | D-4-6134-0028 |      |

### Bodendenkmäler in der Gemarkung Nankendorf
| Lage                  | Objekt | Akten-Nr.     | Bild |
| --------------------- | --- | ------------- | ---- |
| Nankendorf (Standort) | Höhle mit Nutzungshorizonten der Hallstattzeit und der frühen Latènezeit.                                                                                              | D-4-6134-0004 |      |
| Nankendorf (Standort) | Höhle mit Nutzungshorizonten vorgeschichtlicher Zeitstellung. | D-4-6134-0005 |      |
| Nankendorf (Standort) | Felsdach mit mesolithischen, neolithischen und urnenfelderzeitlichen Funden.                                                                                           | D-4-6134-0009 |      |
| Nankendorf (Standort) | Mittelalterlicher Ansitz. | D-4-6134-0011 |      |
| Nankendorf (Standort) | Siedlung des Neolithikums. | D-4-6134-0106 |      |
| Nankendorf (Standort) | Bestattungen vorgeschichtlicher Zeitstellung. | D-4-6134-0114 |      |
| Nankendorf (Standort) | Vorgängerbauten sowie Befunde des Mittelalters und der frühen Neuzeit im Bereich der ehemals befestigten Katholischen Pfarrkirche St. Jacob und Martin von Nankendorf. | D-4-6134-0200 |      |

### Bodendenkmäler in der Gemarkung Seelig
| Lage              | Objekt                                  | Akten-Nr.     | Bild |
| ----------------- | --------------------------------------- | ------------- | ---- |
| Seelig (Standort) | Höhle mit Funden des Spätmesolithikums. | D-4-6133-0083 |      |

### Bodendenkmäler in der Gemarkung Solln
| Lage                                    | Objekt | Akten-Nr.     | Bild |
| --------------------------------------- | --- | ------------- | ---- |
| Solln Emil-Dittler-Straße 14 (Standort) | Villa, zweigeschossiger Pyramidendachbau mit Anbauten, barockisierende Putzfassade, von Hessemer und Schmidt, 1911; Torpfeiler, bauzeitlich. | D-4-6133-0203 |      |

### Bodendenkmäler in der Gemarkung Waischenfeld
| Lage                    | Objekt | Akten-Nr.     | Bild |
| ----------------------- | --- | ------------- | ---- |
| Waischenfeld (Standort) | Höhle mit Funden der Urnenfelderzeit, der frühen Latènezeit und des Mittelalters.                                                                            | D-4-6134-0030 |      |
| Waischenfeld (Standort) | Höhlenkomplex mit Funden vor- und frühgeschichtlicher Zeitstellung.                                                                                          | D-4-6134-0031 |      |
| Waischenfeld (Standort) | Mittelalterlicher Burgstall. Siehe auch: Burgstall Schlüsselstein                                                                                            | D-4-6134-0032 |      |
| Waischenfeld (Standort) | Frühmittelalterliche Reihengräber. | D-4-6134-0035 |      |
| Waischenfeld (Standort) | Höhle mit Funden des Mesolithikums, des Neolithikums und der Urnenfelderzeit.                                                                                | D-4-6134-0123 |      |
| Waischenfeld (Standort) | Vorgängerbauten sowie Befunde des Mittelalters und der frühen Neuzeit im Bereich der Stadtpfarrkirche St. Johannes der Täufer von Waischenfeld.              | D-4-6134-0183 |      |
| Waischenfeld (Standort) | Vorgängerbau sowie Befunde des Mittelalters und der frühen Neuzeit im Bereich der Katholischen Kapelle St. Anna von Waischenfeld.                            | D-4-6134-0184 |      |
| Waischenfeld (Standort) | Vorgängerbau sowie Befunde des Mittelalters und der frühen Neuzeit im Bereich der Katholischen Stadtkapelle St. Laurentius und St. Michael von Waischenfeld. | D-4-6134-0185 |      |
| Waischenfeld (Standort) | Befunde des Mittelalters und der frühen Neuzeit im Bereich der Burganlage von Waischenfeld. Siehe auch: Burgruine Waischenfeld                               | D-4-6134-0186 |      |
| Waischenfeld (Standort) | Befunde des Mittelalters und der frühen Neuzeit im Bereich des Stadtkerns von Waischenfeld.                                                                  | D-4-6134-0187 |      |
| Waischenfeld (Standort) | Ehem. Herrensitz des Mittelalters und der frühen Neuzeit. | D-4-6134-0191 |      |